# Volley Bergamo 2011-2012
Questa voce raccoglie le informazioni riguardanti il Volley Bergamo nelle competizioni ufficiali della stagione 2011-2012.

## Stagione
La stagione 2011-12 è per il Volley Bergamo, sponsorizzata dallo storico marchio Foppapedretti e della Norda, la dodicesima consecutiva in Serie A1: nella fase di mercato, la squadra, campione d'Italia uscente, cede alcune pedine importanti della sua rosa come Eleonora Lo Bianco, Serena Ortolani e Lucia Bosetti, sostituite da Valentina Serena, Annamaria Quaranta e Chiara Di Iulio; per il resto la formazione si conferma come quella della stagione precedente, innestando alcune giovani come Valentina Diouf e Hristina Ruseva.

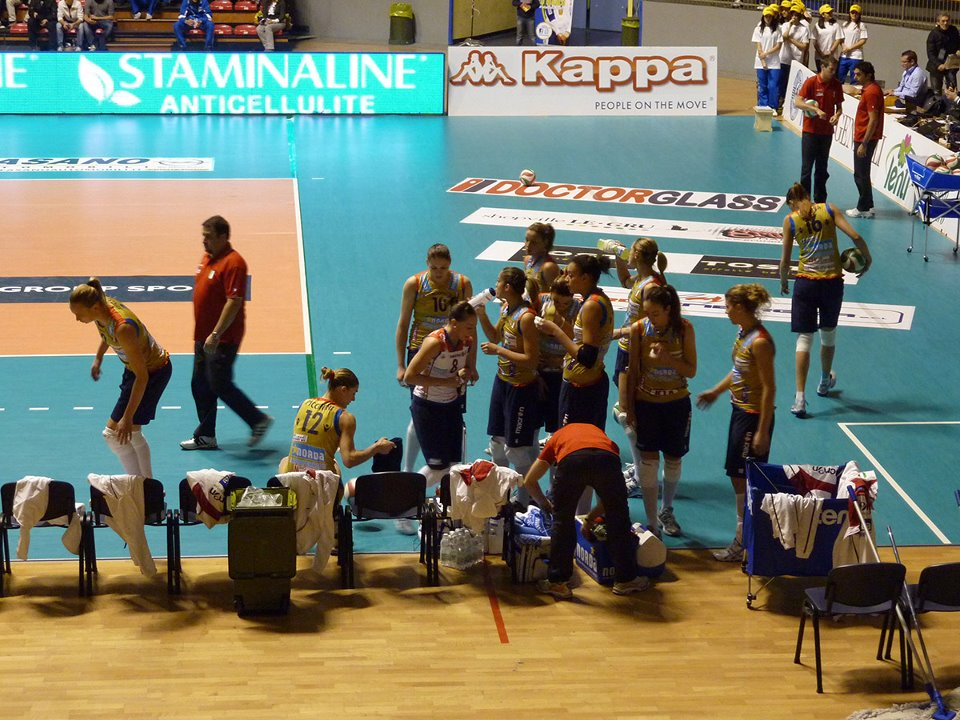
Il Volley Bergamo durante un time-out

La vittoria del campionato 2010-11 consente alla formazione di partecipare alla Supercoppa italiana: la sfida è contro la vincitrice della Coppa Italia 2010-11, ossia il Gruppo Sportivo Oratorio Pallavolo Femminile Villa Cortese; le orobiche fanno loro il trofeo vincendo al tie-break.
Il cammino in campionato inizia con due vittorie, a cui fanno seguito tre sconfitte consecutive: dopo la vittoria contro il Parma Volley Girls, seguono altre tre sconfitte; il girone d'andata si conclude con la vittoria sull'Universal Volley Modena, che spinge la squadra al quinto posto in classifica, posizione utile per qualificarsi alla Coppa Italia. Anche il girone di ritorno si apre con due successi: le ultime giornate della sono caratterizzate da tre vittorie e tre sconfitte consecutive; il Volley Bergamo conclude la regular season al sesto posto. Dopo aver superato la Robur Tiboni Urbino Volley in due gare, nei quarti di finale play-off scudetto, la corsa verso la conquista al titolo di campione d'Italia, viene interrotta nelle semifinali dal Gruppo Sportivo Oratorio Pallavolo Femminile Villa Cortese, che in tre gare riesce a guadagnare il passaggio del turno.
Il cammino in Coppa Italia è alquanto breve: il club viene infatti sconfitto nei quarti di finale, per 3-2, dal Robur Tiboni Urbino Volley.
La vittoria del campionato 2010-11 consente al Volley Bergamo di partecipare alla Champions League: nella fase a gironi si classifica al terzo posto, grazie alle due vittorie rispettivamente sul Club Sportiv Volei 2004 Tomis Constanța e sull'Azərreyl Voleybol Klubu, ottenendo il passaggio del turno. Negli ottavi di finale riesce a vincere il derby italiano contro il Robursport Volley Pesaro, facendo sua sia la gara di andata che quella di ritorno, mentre nei quarti di finale, dove la sfida è ancora una volta con un club italiano, il Gruppo Sportivo Oratorio Pallavolo Femminile Villa Cortese, perde la sfida d'andata, ma vince quella di ritorno: tuttavia il successo nel golden set per la squadra cortesina, elimina le orobiche dalla competizione.

## Organigramma societario
Area direttiva
- Presidente: Luciano Bonetti

Area tecnica
- Allenatore: Davide Mazzanti
- Allenatore in seconda: Giulio Bregoli
- Scout man: Gianni Bonacina
- Assistente tecnico: Simone Angelini, Massimiliano Taglioli

Area sanitaria
- Medico: Attilio Bernini, Fabrizio Caroli, Riccardo Griner
- Preparatore atletico: Danilo Bramard
- Fisioterapista: Giuseppe Ferrenti
- Osteopata: Luca Gastoldi
- Operatore shiatsu: Celeste Mora

## Rosa
| N° | Nome                 | Ruolo | Data di nascita  | Nazionalità sportiva |
| -- | -------------------- | ----- | ---------------- | -------------------- |
| 2  | Iuliana Nucu         | C     | 4 ottobre 1980   | Romania              |
| 3  | Noemi Signorile      | P     | 15 febbraio 1990 | Italia               |
| 5  | Annamaria Quaranta   | S/O   | 19 ottobre 1981  | Italia               |
| 6  | Angela Gabbiadini    | L     | 12 maggio 1992   | Italia               |
| 7  | Valentina Diouf      | S/O   | 10 gennaio 1993  | Italia               |
| 8  | Enrica Merlo         | L     | 28 dicembre 1988 | Italia               |
| 9  | Chiara Di Iulio      | S     | 5 maggio 1985    | Italia               |
| 10 | Hristina Ruseva      | C     | 1º ottobre 1991  | Bulgaria             |
| 12 | Francesca Piccinini  | S     | 10 gennaio 1979  | Italia               |
| 13 | Valentina Arrighetti | C     | 26 gennaio 1985  | Italia               |
| 16 | Elica Vasileva       | S     | 13 maggio 1990   | Bulgaria             |
| 18 | Valentina Serena     | P     | 10 novembre 1981 | Italia               |

## Mercato
| Acquisti | Acquisti           | Acquisti            | Acquisti   |
| R.       | Nome               | da                  | Modalità   |
| -------- | ------------------ | ------------------- | ---------- |
| S        | Chiara Di Iulio    | Robur Tiboni Urbino | definitivo |
| S/O      | Valentina Diouf    | Club Italia         | definitivo |
| S/O      | Annamaria Quaranta | Sirio Perugia       | definitivo |
| C        | Hristina Ruseva    | CSKA Sofia          | definitivo |
| P        | Valentina Serena   | Busto Arsizio       | definitivo |

| Cessioni | Cessioni           | Cessioni          | Cessioni   |
| R.       | Nome               | a                 | Modalità   |
| -------- | ------------------ | ----------------- | ---------- |
| S        | Lucia Bosetti      | Villa Cortese     | definitivo |
| L        | Sara Carrara       | Crema             | definitivo |
| S/O      | Caterina Fanzini   | Crema             | definitivo |
| P        | Eleonora Lo Bianco | Galatasaray       | definitivo |
| S/O      | Serena Ortolani    | Robursport Pesaro | definitivo |
| C        | Marina Zambelli    | Santa Croce       | prestito   |

## Risultati

### Serie A1

#### Girone di andata
| 1ª giornata - 8 ottobre 2011 PalaNorda, Bergamo            | Bergamo           | 3 - 1 | Chieri              | 25-20, 27-25, 23-25, 25-23        |
| 2ª giornata - 16 ottobre 2011 PalaRavizza, Pavia           | Pavia             | 1 - 3 | Bergamo             | 16-25, 16-25, 25-23, 17-25        |
| 3ª giornata - 22 ottobre 2011 PalaNorda, Bergamo           | Bergamo           | 2 - 3 | River               | 25-20, 15-25, 25-20, 17-25, 8-15  |
| 5ª giornata - 22 novembre 2011 PalaNorda, Bergamo          | Bergamo           | 2 - 3 | Asystel             | 23-25, 25-22, 25-16, 17-25, 14-16 |
| 6ª giornata - 27 novembre 2011 PalaNorda, Bergamo          | Bergamo           | 0 - 3 | Villa Cortese       | 28-30, 24-26, 14-25               |
| 7ª giornata - 4 dicembre 2011 PalaRaschi, Parma            | Parma             | 0 - 3 | Bergamo             | 23-25, 23-25, 22-25               |
| 8ª giornata - 11 dicembre 2011 PalaNorda, Bergamo          | Bergamo           | 0 - 3 | Robur Tiboni Urbino | 21-25, 22-25, 27-29               |
| 9ª giornata - 17 dicembre 2011 PalaCampanara, Pesaro       | Robursport Pesaro | 3 - 1 | Bergamo             | 25-16, 21-25, 25-19, 25-22        |
| 10ª giornata - 26 dicembre 2011 PalaYamamay, Busto Arsizio | Busto Arsizio     | 3 - 1 | Bergamo             | 25-20, 22-25, 25-22, 25-20        |
| 11ª giornata - 29 dicembre 2011 PalaNorda, Bergamo         | Bergamo           | 3 - 0 | Universal Modena    | 25-22, 28-26, 25-19               |

#### Girone di ritorno
| 12ª giornata - 6 gennaio 2012 PalaRuffini, Torino        | Chieri              | 0 - 3 | Bergamo           | 23-25, 19-25, 21-25               |
| 13ª giornata - 8 gennaio 2012 PalaNorda, Bergamo         | Bergamo             | 3 - 0 | Pavia             | 25-17, 25-17, 26-24               |
| 14ª giornata - 15 gennaio 2012 PalaFranzanti, Piacenza   | River               | 3 - 2 | Bergamo           | 25-16, 25-19, 20-25, 10-25, 15-12 |
| 16ª giornata - 5 febbraio 2012 Sporting Palace, Novara   | Asystel             | 3 - 2 | Bergamo           | 22-25, 25-13, 23-25, 25-21, 17-15 |
| 17ª giornata - 12 febbraio 2012 PalaBorsani, Castellanza | Villa Cortese       | 0 - 3 | Bergamo           | 17-25, 23-25, 20-25               |
| 18ª giornata - 19 febbraio 2012 PalaGeorge, Montichiari  | Bergamo             | 3 - 2 | Parma             | 25-22, 21-25, 23-25, 25-23, 15-11 |
| 19ª giornata - 25 febbraio 2012 PalaMondolce, Urbino     | Robur Tiboni Urbino | 1 - 3 | Bergamo           | 19-25, 25-23, 16-25, 23-25        |
| 20ª giornata - 3 marzo 2012 PalaNorda, Bergamo           | Bergamo             | 2 - 3 | Robursport Pesaro | 25-17, 25-20, 19-25, 19-25, 13-15 |
| 21ª giornata - 7 marzo 2012 PalaNorda, Bergamo           | Bergamo             | 0 - 3 | Busto Arsizio     | 22-25, 23-25, 24-26               |
| 22ª giornata - 11 marzo 2012 PalaPanini, Modena          | Universal Modena    | 3 - 0 | Bergamo           | 25-19, 25-23, 25-16               |

#### Play-off scudetto
| Quarti di finale (gara 1) - 15 marzo 2012 PalaMondolce, Urbino | Robur Tiboni Urbino | 0 - 3 | Bergamo             | 22-25, 20-25, 19-25               |
| Quarti di finale (gara 2) - 19 marzo 2012 PalaNorda, Bergamo   | Bergamo             | 3 - 1 | Robur Tiboni Urbino | 25-15, 25-17, 26-28, 25-12        |
| Semifinali (gara 1) - 29 marzo 2012 PalaBorsani, Castellanza   | Villa Cortese       | 3 - 2 | Bergamo             | 25-22, 19-25, 25-22, 26-28, 17-15 |
| Semifinali (gara 2) - 1º aprile 2012 PalaNorda, Bergamo        | Bergamo             | 3 - 2 | Villa Cortese       | 25-18, 29-31, 25-19, 20-25, 17-15 |
| Semifinali (gara 3) - 4 aprile 2012 PalaBorsani, Castellanza   | Villa Cortese       | 3 - 1 | Bergamo             | 25-19, 26-24, 25-13               |

### Coppa Italia

#### Fase a eliminazione diretta
| Quarti di finale - 24 gennaio 2012 PalaMondolce, Urbino | Robur Tiboni Urbino | 3 - 2 | Bergamo | 25-23, 19-25, 23-25, 25-20, 15-10 |

### Supercoppa italiana

#### Fase ad eliminazione diretta
| Finale - 16 febbraio 2012 Palazzetto dello Sport (Monza), Monza | Bergamo | 3 - 2 | Villa Cortese | 25-20, 20-25, 17-25, 25-22, 15-13 |

### Champions League

#### Fase a gironi
| 1ª giornata - 30 novembre 2011 PalaNorda, Bergamo                 | Bergamo         | 0 - 3 | VakıfBank       | 14-25, 20-25, 17-25               |
| 2ª giornata - 7 dicembre 2011 Sports Games Palace, Baku           | Azərreyl        | 3 - 1 | Bergamo         | 25-15, 25-19, 22-25, 25-22        |
| 3ª giornata - 13 dicembre 2011 Sports Hall Constanţa, Costanza    | Tomis Constanța | 3 - 2 | Bergamo         | 25-19, 18-25, 17-25, 26-24, 15-11 |
| 4ª giornata - 22 dicembre 2011 PalaNorda, Bergamo                 | Bergamo         | 3 - 0 | Tomis Constanța | 25-11, 25-23, 25-22               |
| 5ª giornata - 12 gennaio 2012 PalaNorda, Bergamo                  | Bergamo         | 3 - 1 | Azərreyl        | 25-23, 25-18, 22-25, 25-21        |
| 6ª giornata - 17 gennaio 2012 Haldun Alagaş Spor Salonu, Istanbul | VakıfBank       | 3 - 1 | Bergamo         | 25-13, 25-20, 18-25, 25-20        |

#### Fase a eliminazione diretta
| Ottavi di finale (andata) - 2 febbraio 2012 PalaNorda, Bergamo          | Bergamo           | 3 - 0 | Robursport Pesaro | 25-16, 25-20, 25-22                                 |
| Ottavi di finale (ritorno) - 9 febbraio 2012 PalaCampanara, Pesaro      | Robursport Pesaro | 1 - 3 | Bergamo           | 14-25, 26-24, 17-25, 25-27                          |
| Quarti di finale (andata) - 23 febbraio 2012 PalaBorsani, Villa Cortese | Villa Cortese     | 3 - 1 | Bergamo           | 21-25, 25-15, 25-20, 25-19                          |
| Quarti di finale (ritorno) - 29 febbraio 2012 PalaNorda, Bergamo        | Bergamo           | 3 - 2 | Villa Cortese     | 26-24, 25-27, 25-18, 20-25, 18-16 Golden set: 11-15 |

## Statistiche

### Statistiche di squadra
| Competizione        | Punti | In casa | In casa | In casa | In trasferta | In trasferta | In trasferta | Totale | Totale | Totale |
| Competizione        | Punti | G       | V       | P       | G            | V            | P            | G      | V      | P      |
| ------------------- | ----- | ------- | ------- | ------- | ------------ | ------------ | ------------ | ------ | ------ | ------ |
| Serie A1            | 31    | 12      | 6       | 6       | 13           | 6            | 7            | 25     | 12     | 13     |
| Coppa Italia        | -     | -       | -       | -       | 1            | 0            | 1            | 1      | 0      | 1      |
| Supercoppa italiana | -     | -       | -       | -       | -            | -            | -            | 1      | 1      | 0      |
| Champions League    | 7     | 5       | 4       | 1       | 5            | 1            | 4            | 10     | 5      | 5      |
| Totale              | -     | 17      | 10      | 7       | 19           | 7            | 12           | 37     | 18     | 19     |

G = partite giocate; V = partite vinte; P = partite perse

### Statistiche dei giocatori
| Giocatore     | Serie A1 | Serie A1 | Serie A1 | Serie A1 | Serie A1 | Coppa Italia | Coppa Italia | Coppa Italia | Coppa Italia | Coppa Italia | Supercoppa italiana | Supercoppa italiana | Supercoppa italiana | Supercoppa italiana | Supercoppa italiana | Champions League | Champions League | Champions League | Champions League | Champions League | Totale | Totale | Totale | Totale | Totale |
| Giocatore     | P        | PT       | AV       | MV       | BV       | P            | PT           | AV           | MV           | BV           | P                   | PT                  | AV                  | MV                  | BV                  | P                | PT               | AV               | MV               | BV               | P      | PT     | AV     | MV     | BV     |
| ------------- | -------- | -------- | -------- | -------- | -------- | ------------ | ------------ | ------------ | ------------ | ------------ | ------------------- | ------------------- | ------------------- | ------------------- | ------------------- | ---------------- | ---------------- | ---------------- | ---------------- | ---------------- | ------ | ------ | ------ | ------ | ------ |
| V. Arrighetti | 22       | 243      | 171      | 63       | 9        | 1            | 12           | 8            | 3            | 1            | 1                   | 13                  | 10                  | 3                   | 0                   | 10               | 101              | 67               | 29               | 5                | 34     | 369    | 256    | 98     | 15     |
| C. Di Iulio   | 20       | 155      | 125      | 18       | 12       | 1            | 6            | 5            | 1            | 0            | 0                   | 0                   | 0                   | 0                   | 0                   | 9                | 77               | 66               | 6                | 5                | 30     | 238    | 196    | 25     | 17     |
| V. Diouf      | 17       | 80       | 61       | 13       | 6        | 1            | 2            | 1            | 1            | 0            | 0                   | 0                   | 0                   | 0                   | 0                   | 7                | 49               | 43               | 3                | 3                | 25     | 131    | 105    | 17     | 9      |
| A. Gabbiadini | 9        | 3        | 3        | -        | -        | 0            | -            | -            | -            | -            | 0                   | -                   | -                   | -                   | -                   | 4                | -                | -                | -                | -                | 13     | 3      | 3      | -      | -      |
| E. Merlo      | 20       | -        | -        | -        | -        | 1            | -            | -            | -            | -            | 1                   | -                   | -                   | -                   | -                   | 9                | -                | -                | -                | -                | 31     | -      | -      | -      | -      |
| I. Nucu       | 22       | 169      | 118      | 46       | 6        | 1            | 8            | 2            | 6            | 0            | 1                   | 10                  | 6                   | 4                   | 0                   | 10               | 102              | 63               | 28               | 11               | 34     | 289    | 189    | 84     | 17     |
| F. Piccinini  | 23       | 214      | 187      | 18       | 9        | 1            | 13           | 10           | 2            | 1            | 1                   | 21                  | 20                  | 1                   | 0                   | 8                | 99               | 82               | 6                | 11               | 33     | 347    | 299    | 27     | 21     |
| A. Quaranta   | 24       | 286      | 257      | 17       | 12       | 1            | 14           | 14           | 0            | 0            | 1                   | 17                  | 15                  | 2                   | 0                   | 9                | 103              | 88               | 7                | 8                | 35     | 420    | 374    | 26     | 20     |
| H. Ruseva     | 8        | 45       | 22       | 19       | 4        | 0            | 0            | 0            | 0            | 0            | 0                   | 0                   | 0                   | 0                   | 0                   | 3                | 13               | 6                | 6                | 1                | 11     | 58     | 28     | 25     | 5      |
| V. Serena     | 23       | 49       | 23       | 15       | 11       | 1            | 1            | 0            | 1            | 0            | 1                   | 3                   | 2                   | 1                   | 0                   | 8                | 11               | 7                | 4                | 0                | 33     | 64     | 32     | 21     | 11     |
| N. Signorile  | 21       | 29       | 12       | 10       | 7        | 1            | 1            | 0            | 1            | 0            | 1                   | 0                   | 0                   | 0                   | 0                   | 8                | 8                | 5                | 3                | 0                | 30     | 38     | 17     | 14     | 7      |
| E. Vasileva   | 23       | 338      | 300      | 34       | 4        | 1            | 7            | 5            | 2            | 0            | 1                   | 22                  | 19                  | 3                   | 0                   | 10               | 120              | 104              | 13               | 3                | 35     | 487    | 428    | 52     | 7      |

P = presenze; PT = punti totali; AV = attacchi vincenti; MV = muri vincenti; BV = battute vincenti